# Postępy Dermatologii i Alergologii
Postępy Dermatologii i Alergologii – Advances in Dermatology and Allergology, abgekürzt Postep. Dermatol. Alergol., ist eine wissenschaftliche Fachzeitschrift, die vom Termedia-Verlag im Auftrag der polnischen Gesellschaft für Allergologie veröffentlicht wird. Die Zeitschrift erscheint mit sechs Ausgaben im Jahr und ist online frei zugänglich. Es werden Arbeiten veröffentlicht, die sich mit Allergie, Hautkrankheiten und der Biologie der Haut beschäftigen.
Der Impact Factor lag im Jahr 2014 bei 0,845. Nach der Statistik des ISI Web of Knowledge wird das Journal mit diesem Impact Factor in der Kategorie Allergologie an 21. Stelle von 24 Zeitschriften und in der Kategorie Dermatologie an 53. Stelle von 63 Zeitschriften geführt.